# Albert Meyer
Albert Meyer, född 29 oktober 1839 i Sorø, död 29 maj 1921 i Köpenhamn, var en dansk sångare och kördirigent.
Meyer blev 1861 korist vid Det Kongelige Teater, utbildades av Henrik Rung, senare av Francesco Lamperti i Milano. Åren 1866–71 var han engagerad vid Folketeatret, där hans tenorstämma kom till användning bland annat i Jacques Offenbachs operetter. 
Senare bedrev Meyer omfattande lärarverksamhet – 1876 öppnade han ett eget sångkonservatorium – och kördirigent (bland annat i sångföreningen Arion). År 1881 anställdes han som sångare och kördirigent vid Köpenhamns synagoga. Han utgav en teoretisk-praktisk sångskola (1873), olika mindre hjälpmedel vid sångundervisning och några sånger.